# 金易右衛門

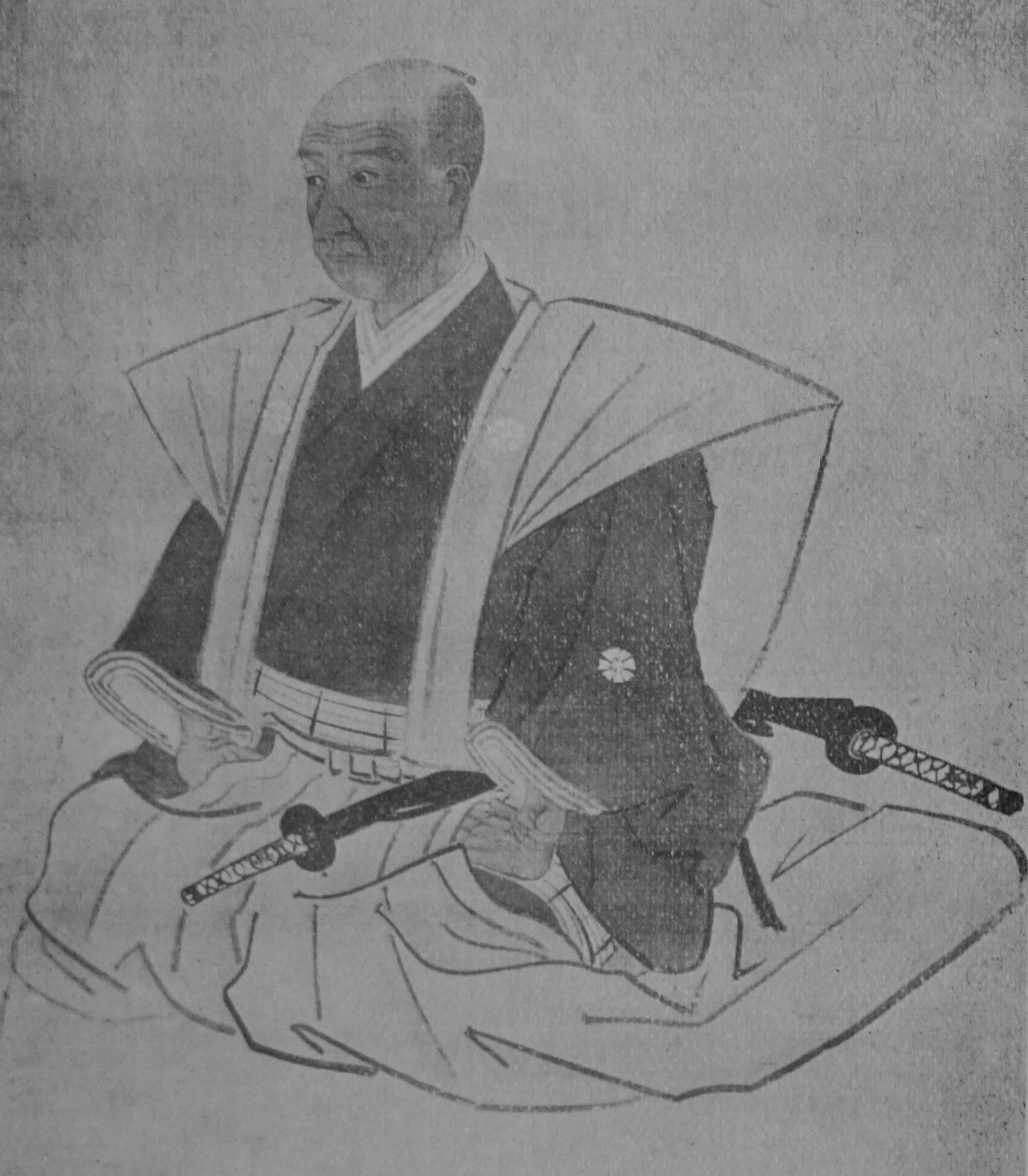
金易右衛門

金 易右衛門（こん やすえもん、1776年6月22日（安永5年5月7日） - 1839年9月21日（天保10年8月14日））は、江戸時代に出羽国久保田藩に仕えた下級能吏である。実名は秀興で、俳名として小野人（おのんど）とも称した、姓は藤原氏で金はその氏である。父親は秀常、字は蔵人で、母親は根本氏であった。

## 人物
久保田藩第9代藩主・佐竹義和が重用した下級能吏の一人。久保田藩のいわゆる「改革派官僚」の筆頭とも言える人物である。
16歳で藩に仕え、後に久保田に学館を建てるにあたって学館の諸生となる。能力があり、言葉使いも優れ事務にも堪能であった。多くの役職を兼任し財用吟味役を経て、1804年（文化元年）財用奉行、1805年（文化2年）郡方奉行兼帯、勘定奉行・銅山奉行兼帯を務めている。銅山奉行では技術の導入や幕府の銀座からの無利息一万両の資金の調達、買い上げ価格の値上げなど数々の改革を行った。一万両の無利息金の借用は前例となり、後々五万両の借用までが可能になっている。これが後々、院内銀山における1833年（天保4年）の大増産である「天保の盛り山」に繋がっていく。
1807年（文化4年）の文化露寇による箱館出兵では、金は既に財用奉行と能代奉行を兼ねていたが、重ねて陣場奉行を務め、軍の経営全体を統率した。盛岡藩、弘前藩、庄内藩に先駆けて函館に到着し、幕府の役人と密に連絡を取り合い「我軍精錬勇敢遙カニ三藩ノ右ニ出ツ」と評価された。兵法の方は完全に大山矢五郎に任せていたものの、軍に関する計画が密で、兵卒もよく軍律を守った。その後、8月に凱旋する。
『天樹佐竹義和公』の「人材登用の章」では、「学者にして一方立法及行政家たる者」の23名の中に金易右衛門の名があり、「家老疋田齋　奉行金易右衛門の如きは功労最も顕著なるものありき。易右衛門は天資剛邁にして深く財政に通じ軍資一切を掌理せり。云々」と記されている。松前出兵の命令が下ると、疋田齋は金易右衛門を招き、何日で出兵できるか問うたところ、金は明日にでも出兵できると言い、軍資金の件も一任させて欲しいと答え、疋田を驚かせる。実際に兵は次の日に出発した（船で移動する部隊は能代で順風を待った）。食料は津軽や松前で購入すると宣言し、かつ自藩の米穀を輸送した。弘前藩では兵糧不足を危惧し、米穀の買い入れを行い、にわかに米価高騰を招いた。金はこの機を利用し、能代や土崎から米穀を輸出し巨利を得て出兵の資金に充て、後に米価の低落を待って兵糧を買い入れた。
また、『佐竹義和公頌德集』の「義和公紀の鑛業」に「文化十四年より藩主の行業する所となり事を継続して天保年間に至って鉱量最も多く（中略）当時金易右衛門鉱山奉行にして又財用方を兼ね斯業更新に与って力あり云々」と記されている。
久保田藩の飛び地であった下野国萱橋の住民が藩の命令に従わなかった事件では、現地まで行き話を聞き、説諭・弁解して事件を処理している。藩の債務が累積して困窮した際には、大阪の豪商に費用を補充してもらう策を上げ、藩はこれを取り上げ豪商の鴻池や塩屋に借財をして窮地を一時脱している。土崎港の大火では、いち早く現地に到着して、火が完全に鎮火する以前に復興住宅を建て始めて被災民を救済した。被災民は金の徳を褒め称えた。これが佐竹義和の耳に入り、義和は金に褒書を賜った。
1810年（文化7年）、雄勝郡川連村の関喜内との連携によって、藩直営の養蚕取立の殖産政策が開始される。秋田郡川尻村に自費で試験場二棟を建築し、仙台藩より養蚕師を雇用して経営をさせ、また関喜内には家伝の方法で経営をさせて、優劣を競わせた。その成功を持って藩主佐竹義厚を説得した金は、養蚕係主任に任じられて1817年（文化14年）には領内に17の養蚕座を設置するに至った。生糸販売を目的に養蚕をめざしたが、実際にはうまくいかず、蚕のタマゴをうみつけさせた「種紙」を領外に販売するだけになっていた。
橋本秀実の『八丁夜話』では1831年（天保2年）10月晦日の日付で当時の藩内の養蚕の状況が詳細に記録されている。金易右衛門らが人材確保や利益の確保に苦労している様子も記録されている。橋本自身はそこで金への批判的な記述を行い、最後に「今秀興誠に風前の灯なり」と書いているように金の反対派であった。
1832年（天保3年）藩直営の養蚕経営は突如廃止され、民間への委託となる。金が示した通りの利益を生み出さず、借財だけがかさんだのがその理由と思われる。金は反論を試みるが、反対派を論破することはできなかった。同じ改革派官僚の一人である介川東馬の暗躍を疑ったりと、藩の中で厳しい状態であったが、それでも金は養蚕事業をあきらめなかった。しかし、介川自身は金の手腕を評価しており、自分が一代宿老となるなら、金易右衞門も宿老になるべき人物であると進言している。
金は経営に苦労したが、大阪商人の豪商加島屋から資金を得て絹生産を軌道にのせた。さらに桐生から招いた菱沼甚平により、藩の海岸に自生するハマナスの根皮を染料とする独得の天然草木染を完成するに至った。これが秋田八丈の始まりである。金は藩内に蚕室を作り、織座を建てて教師を雇い、数百名の生徒に技術を伝習している。また、奈波氏と共同で織物の産業を興した。養蚕のことは、長子の大之進や、関喜内、須田直之進なども学習を行わせた。長子の大之進は1830年（文政13年）に商人の服装をして奥羽や信濃の各地の養蚕を研究し、蚕の飼育、桑の栽培、織物等に至るまで秘訣を探り景況を探る。帰国後は職人を集め従来の機械や事務をも改良した。
天保の飢饉の際の1833年（天保4年）には仙北三郡全体の郡奉行に任命されたが北浦一揆での対応を誤り罷免される。また、耕作地を桑畑に変えたことは農民の利益をも考えた行為だったが、成果を残す前に食糧不足が発生したため、金親子に対する反発は大きかった。結果的にこのときは桑畑は飢饉により荒廃した。
その後復権し、藩の経済運営に手腕を発揮する。1838年（天保9年）には、二度目の「家口米仕法」発令において、ライバルの介川東馬と対立した。金が家口米仕法を立案し、介川が反対に回った。介川は金の意見を採るか自分の意見を採るか。もしも自分の意見が入れられなければ隠居すると家老の前で宣言をしたが、結局金の意見が採用され介川は隠居した。
大坂奉行として、大坂の富豪との交渉を行っていたが、1839年（天保10年）に体調を崩して突如夏に帰国し、8月14日に死亡した。墓は松慶寺にある。
養蚕事業はその後、長子の大之進らの力で回復し、事業は順調に伸びた。その後は海外にも輸出するなどして、生糸価格が暴落する時まで、秋田の大きな現金収入の元になった。『小学立志篇』(1899年)では「現在、養蚕業に従事する者で金易右衛門を尊敬しない者はいない」としている。秋田八丈の伝統は現在にも引き継がれている。

## 古秋園金君頌徳碑

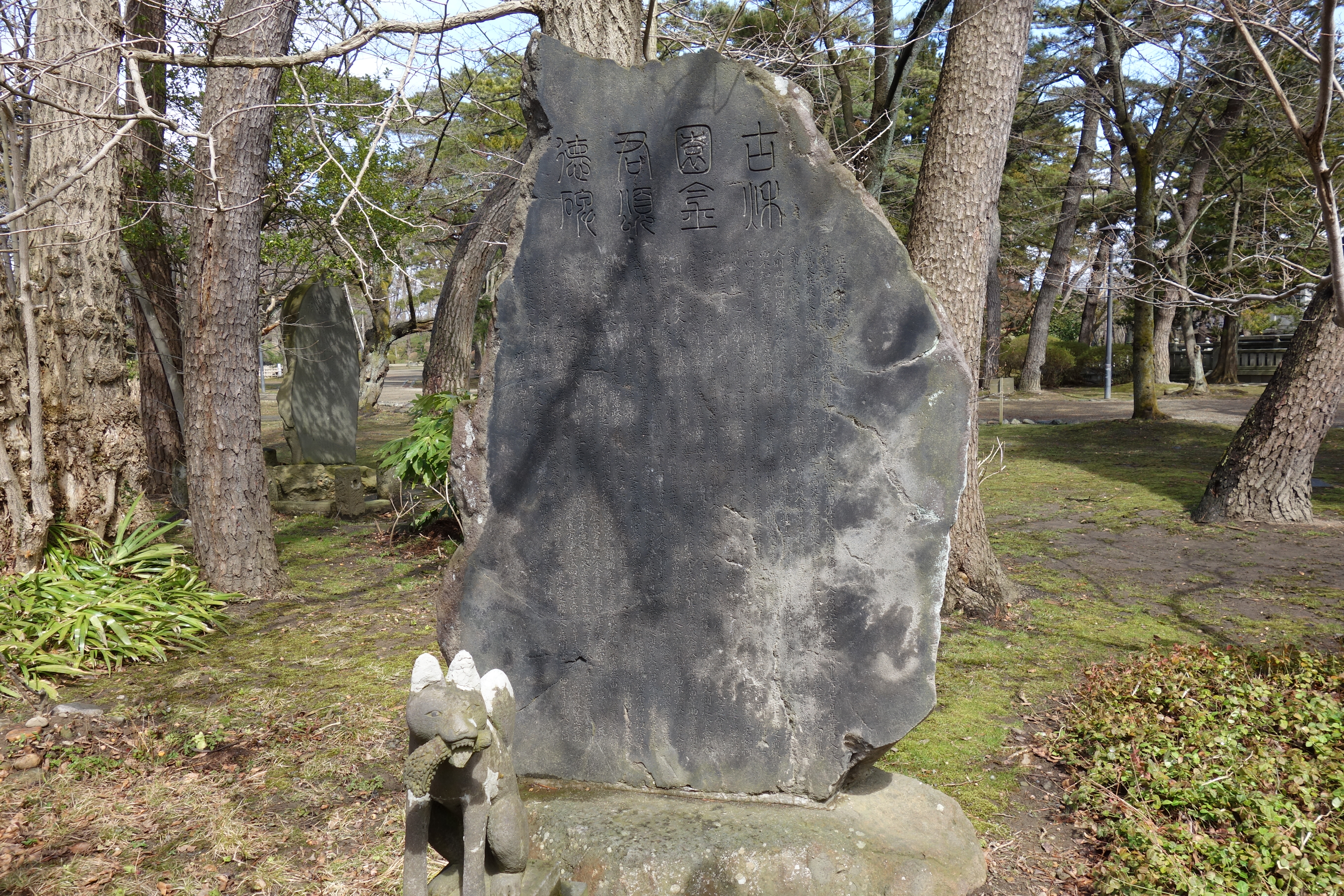
古秋園金君頌徳碑

金易右衛門は俳人でもあり「古秋園」の号で、俳名は小野人であった。1891年（明治24年）、千秋公園内にある与次郎稲荷神社の参道脇に、金の顕彰碑が建てられた。碑には金の功績が1106字にのぼる漢文で綴られている。碑文は佐竹義生篆題、西宮藤長撰文、神沢素堂の書によるものである。